# エドモン・ティエフリー
エドモン・ティエフリー（Edmond Thieffry 、1892年9月28日 - 1929年4月11日）はベルギーの第一次世界大戦の撃墜王で、航空の先駆者である。Leopold Roger 、Jef de Bruycker とともにベルギーと当時ベルギーの植民地であったコンゴの間の飛行にはじめて成功した。
ブリュッセルのEtterbeekに生まれ、Leuvenで法律を学んだ。法律家の資格を取った後、ベルギー陸軍に召集された。飛行家になった後、「空飛ぶ判事」の渾名（あだな）を得ることになる。1913年第10連隊に属した。第一次世界大戦がはじまるとすぐにドイツ軍の捕虜となるが、盗んだオートバイで脱出しオランダ軍の地域を通過して、ベルギー軍に合流した。法律家の知識とオランダ語が話せたことで、オランダ憲兵に拘束から逃れることができた。
1915年にベルギー陸軍航空隊（Compagnie des Ouvries et Aerostiers ）のパイロットの試験に合格した。訓練中に下手な着陸を繰り返したので、誰も一緒に乗りたがらず、単座戦闘機部隊に割り当てられたという。1916年2月1日、砲兵隊の観測任務を行なう第3飛行隊に配属された。彼の正確さと勇気を賞賛され、すぐにDe PanneのJules Donyが率いる第五飛行隊に転属した。
1917年3月17日、ニューポール 11で最初の撃墜戦果を挙げ、3月25日、5月12日、6月14日に戦果を挙げた。第五飛行隊はニューポール 17に機種を変更し、Les Moeresに移動し、7月3日に2機のドイツ戦闘機を撃墜し、エースとなった。8月にはベルギー空軍で最初のスパッド VIIを受け取り、3機を撃墜した。8月31日に2機のアルバトロスに攻撃され損傷した機でベルギー軍の側まで帰還し、10月10日に10機目の撃墜を記録した。1918年2月23日に撃墜されて負傷し、終戦までドイツ軍の捕虜としてすごした。
戦争が終わるとベルギーに戻り法律家の仕事についたが、航空分野の活動を続け、1923年にはサベナ・ベルギー航空の創立者の一人となった。ベルギーとベルギーの植民地コンゴとの間の航空路の開設を構想し、1925年に政府の許可を得て、サベナ航空はハンドレページ W8fをこの飛行のために提供し、援助してくれた国王に感謝するために"プリンセス・マリーア・ジョゼ号"（Princesse Marie-Jose ）と命名した。
1925年2月12日にザベンテムを出発した。機関士はJoseph "Jef" de Bruycker、副操縦士は Leopold Rogerであり、自ら航法を担当した。計画ではマルセイユ - オラン（アルジェリア） - ベシャール（アルジェリア） - ガオ（マリ共和国） - ンジャメナ（チャド） - バンギ（中央アフリカ） - ムバンダカ（コンゴ）を経由して7日間で飛行する予定であった。強い向かい風やプロペラの破損などで51日を要し、4月3日に、8,200kmの飛行の後レオポルドヴィル（現キンシャサ）に到着した。最初の連絡飛行の成功によりベルギーに英雄として迎えられた。
さらに2回のコンゴへの飛行を試み、1928年3月9日のベルギー製のACAZ C.2を使った、ジョセフ・ラング、Philippe Quersinとの飛行ではフィリップヴィルで飛行を断念し、6月26日のPhilippe Quersinとの飛行ではモンペリエで断念した。その後、ティエフリーはコンゴの国内飛行ルートの開設を計画し、1929年4月11日の2回目のテスト飛行でティエフリーの乗ったAvimeta C.92はタンガニーカ湖近くに墜落し、ティエフリーとガストン・ジュリアは死亡した。36歳の若さであった。ブリュッセルとコンゴのキンシャサの間の定期航空路が設立されるのは、彼の死の10年後である。